# 鲁道尔夫·埃里希·拉斯伯

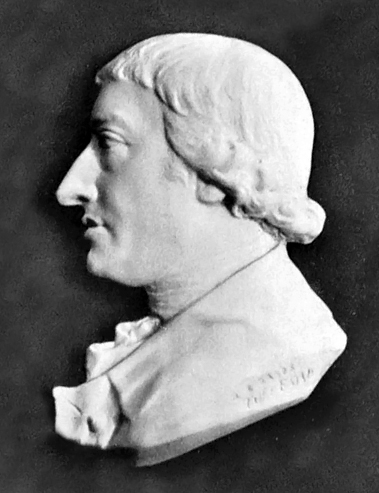

鲁道尔夫·埃里希·拉斯伯（德語：Rudolf Erich Raspe，1736年3月—1796年11月16日），德国作家和科学家，虚构人物閔希豪森男爵的创造者。出生于汉诺威，在哥廷根大学学习法学，后来担任过该大学的图书管理员。后任教于卡塞尔大学。曾经在自然科学会报发表过论文。